# Путейцы
«Путейцы» — российский телесериал производства кинокомпании BFG Media Production, рассказывающий о жизни проводников 55/56 скорого поезда в первом и втором сезонах, а также 33/34 скорого поезда в третьем.
Премьера первого сезона телесериала состоялась 19 мая 2008 года, второго сезона — 31 марта 2010 года, а третьего сезона — 30 мая 2013 года.

## Сюжет
Под размеренный перестук колёс несется скорый Москва-Сочи. Каждый в нём занят своим делом: проводники, пассажиры и даже начальник поезда — полковник в отставке Пётр Кириллов. Отправляясь в каждый рейс, его бригада запасается не только смекалкой и чувством юмора, но и смелостью, мужеством и профессионализмом. Всё это помогает проводникам справиться с разными ситуациями, происходящими в вагонах 55-го скорого.

## В ролях

### Первый—второй сезоны
- Александр Яковлев — Пётр Ильич Кириллов, начальник поезда
- Нина Русланова — Тамара Петровна, проводница
- Владимир Долинский — Лев Семёнович, начальник вагона-ресторана
- Любовь Руденко — Вера Пантелеева, буфетчица
- Владимир Епископосян — Георгий Тарабуев, повар
- Юрий Сучков — Павел Щекочихин, машинист электровоза в первом сезоне
- Роман Ладнев — Александр Ильич Тимохов, милиционер, старший сержант
- Валерия Скороходова — Лена Фёдорова, проводница
- Ксения Черноскутова — Екатерина Семёновна Аминова, проводница
- Ирина Бякова — Людмила, проводница
- Яна Романченко — Ирина Зайцева, проводница
- Елена Коровчук — Алла Богораз, проводница
- Алиса Мягких — Ольга Токмакова, проводница
- Виталий Альшанский — Иван Габрилдзе, проводник
- Дарья Иванова — Оксана Волкова, проводница
- Никита Панфилов — Валерий Фёдоров, «Дельфин»
- Александр Леньков — старик
- Ольга Аросева — камео
- Лев Дуров — камео
- Ефим Шифрин — камео / человек, похожий на Шифрина
- Сергей Пенкин — камео
- Сергей Степанченко — камео
- Александр Носик — камео, Картёжник
- Екатерина Чебышева — Ася Былинская
- Михаил Брагин — камео, поющий ведущий Авторадио

### Третий сезон
- Ирина Козеева — Алла, проводница
- Нина Русланова — Тамара Петровна, проводница
- Владимир Долинский — Лев Семёнович, начальник вагона-ресторана
- Вадим Колганов — Денис Петрович Гладилин, начальник поезда
- Галина Бокашевская — Рая, официантка
- Николай Григорьев — Коля, повар
- Александра Прокофьева — Юля, проводница
- Татьяна Борисова — Людмила, проводница
- Мария Кунах — Ксюша, проводница
- Евгений Антропов — Геннадий Бутцев, полицейский
- Екатерина Андрейченко — Марианна
- Игорь Саруханов — камео

## Съёмки
Несколько серий снято в сентябре 2006 года на железнодорожном вокзале Воронежа; в массовке задействованы жители города.
Второй сезон снимался в Беларуси. Третий сезон снимался в Одессе, Украина.